# Spencer Pratt
Spencer Pratt (Los Angeles, 14 agosto 1983) è un attore statunitense.

## Biografia
La prima apparizione di Pratt in tv risale al 2005 quando recitò nello show televisivo I Principi di Malibu, di cui fu anche produttore esecutivo assieme al suo amico Brody Jenner. L'amicizia di Pratt con Jenner lo ha portato nel 2006 al suo ruolo nel reality di MTV The Hills, ruolo che lo ha portato alla fama.

## Vita privata
Fratello di Stephanie Pratt, a sua volta diventata famosa con The Hills, è sposato dall'aprile 2009 con l'attrice e cantante Heidi Montag. Pratt abbandonò gli studi in scienze politiche all'University of Southern California per dedicarsi alla carriera televisiva. Li riprese nel 2011, laureandosi nel dicembre del 2013, dopo 10 anni.